# Festuca coxii
Festuca coxii är en gräsart som först beskrevs av Donald Petrie, och fick sitt nu gällande namn av Eduard Hackel. Festuca coxii ingår i släktet svinglar, och familjen gräs.
Artens utbredningsområde är Chathamöarna. Inga underarter finns listade i Catalogue of Life.